# Берхінг
Берхінг (нім. Berching) — місто в Німеччині, розташоване в землі Баварія. Підпорядковується адміністративному округу Верхній Пфальц. Входить до складу району Ноймаркт.
Площа — 131,18 км2. Населення становить 8864 ос. (станом на 31 грудня 2020).